# ウロコマリ
ウロコマリ（Lepidagathis formosensis C.B.Clarke ex Hayata）はキツネノマゴ科の植物の1つ。直立する草で苞が密集した穂状花序に小さな白い花をつける。

## 特徴
立ち上がる多年生の草本。茎は直立してよく枝を出し、草丈は30-60センチメートルに達する。茎の太さは3ミリメートル程度まで、丸みを帯びているが4本の条がある。若い部分を除いては無毛である。葉は対生で、菱形状卵形-卵状披針形で長さは6-10センチメートル、幅は2.5-4センチメートルで、葉の先端は長く細く尖って突き出し、基部は次第に狭くなって細く終わり、縁は滑らかか時に粗く細かいぎざぎざがある。葉質は洋紙質で、側脈は6-7対あり、葉の表面には多少の光沢があり、また毛はないのに対して、裏面では全体には無毛だが脈上には微毛がある。葉柄は長さ1-1.5センチメートルで、上側には少しだけ翼状の張り出しがあって葉身との境界は明らかでない。
花序は茎の先端に出て穂状、単独ないし3本まで纏めて出る。全体で長さ1-1.5センチメートルあり、苞と小苞はいずれも狭披針形で先端は芒状に突き出して尖っており、長さは3-4ミリメートル、1本の肋があり、背面には微毛が密生しており、また縁に沿って毛が生えている。萼は先端が5つに深く裂けており、長さは5ミリメートル、裂片は狭披針形で先端は芒状に突き出して尖っており、背面には微毛があり、縁にも毛が並ぶ。花冠は長さ5ミリメートル程で白く、しかし外に抜き出ていない。その筒状の部分は長さ3.5ミリメートルほど、舷部は2唇形をしておりその外面と喉部には毛がある。上唇は倒卵形で長さ2ミリメートル、下唇は3つに裂けており、それぞれの裂片は長さ2ミリメートル程度。雄しべは4本。室果は細長い円筒形で先端は鋭く尖っており、長さ5ミリメートル。種子は2個、偏球形で径1ミリメートル。
名前の由来は属の学名が Lepido（鱗）と agathis（鞠）を組み合わせたものであり、これを日本語の組み合わせに置き換えたものである。これは鱗片状の苞が密集する短い花序の外観から、鱗片の球、を意味するものとして名付けられた。

## 分布と生育環境
日本では琉球列島のみから知られ、国外では台湾や中国（広東省）に分布する。ただし初島(1975)ではその分布が沖縄群島、石垣、西表となっており、その範囲は琉球列島でも沖縄群島以南、それに宮古島には分布がないようである。
石灰岩地域の森林の下に生える。

## 分類・近縁種など
本種の属するウロコマリ属は旧世界の熱帯から亜熱帯にかけて約100種が知られ、日本には以下の2種がある。
- Lepidagathis ウロコマリ属
  - L. formosensis ウロコマリ
  - L. inaequalis C.B.Clarke ex Elmer リュウキュウウロコマリ

リュウキュウウロコマリはほぼ同じ場所、同じ環境で見られる。ただしウロコマリが直立して高さ30センチメートル以上になるのに対して、リュウキュウウロコマリは基部からよく分枝してやや這うように伸び、高さ20センチメートル程にしかならない。リュウキュウウロコマリは琉球列島と、それに台湾、フィリピンに知られる。